# Xã Paris, Quận Portage, Ohio
Xã Paris (tiếng Anh: Paris Township) là một xã thuộc quận Portage, tiểu bang Ohio, Hoa Kỳ. Năm 2010, dân số của xã này là 1.744 người.